# Federación de baloncesto de Bielorrusia
La Federación bielorrusa de baloncesto (acrónimo BBF, en bielorruso: Беларуская федэрацыя баскетбола) es la entidad que controla y organiza el baloncesto en Bielorrusia.
Organiza la liga de baloncesto del país y a su vez tiene la misión de gestionar todo lo relacionado con la Selección Nacional. 
Se afilió a la FIBA en 1992, el mismo año de su fundación. Tiene su sede en Minsk.